# Comuna Papiu Ilarian, Mureș
Papiu Ilarian (în maghiară: Mezőbodon, în germană: Boden) este o comună în județul Mureș, Transilvania, România, formată din satele Dobra, Merișoru, Papiu Ilarian (reședința), Șandru și Ursoaia.

## Demografie
Componența etnică a comunei Papiu Ilarian
     Maghiari (57,19%)
     Români (41,23%)
     Alte etnii (0%)
     Necunoscută (1,57%)
Componența confesională a comunei Papiu Ilarian
     Reformați (54,29%)
     Ortodocși (40,63%)
     Adventiști (2,06%)
     Alte religii (1,21%)
     Necunoscută (1,81%)
Conform recensământului efectuat în 2021, populația comunei Papiu Ilarian se ridică la 827 de locuitori, în scădere față de recensământul anterior din 2011, când fuseseră înregistrați 963 de locuitori. Majoritatea locuitorilor sunt maghiari (57,19%), cu o minoritate de români (41,23%), iar pentru 1,57% nu se cunoaște apartenența etnică. Din punct de vedere confesional, majoritatea locuitorilor sunt reformați (54,29%), cu minorități de ortodocși (40,63%) și adventiști (2,06%), iar pentru 1,81% nu se cunoaște apartenența confesională.

## Politică și administrație
Comuna Papiu Ilarian este administrată de un primar și un consiliu local compus din 9 consilieri. Primarul, Levente Varo[*], de la Uniunea Democrată Maghiară din România, este în funcție din 1996. Începând cu alegerile locale din 2024, consiliul local are următoarea componență pe partide politice:
|  | Partid                                 | Consilieri | Componența Consiliului | Componența Consiliului | Componența Consiliului | Componența Consiliului | Componența Consiliului | Componența Consiliului |
|  | -------------------------------------- | ---------- | ---------------------- | ---------------------- | ---------------------- | ---------------------- | ---------------------- | ---------------------- |
|  | Uniunea Democrată Maghiară din România | 6          |                        |                        |                        |                        |                        |                        |
|  | Alianța pentru Unirea Românilor        | 2          |                        |                        |                        |                        |                        |                        |
|  | Partidul Social Democrat               | 1          |                        |                        |                        |                        |                        |                        |

## Monumente
- Biserica Reformat-Calvină din satul Papiu Ilarian, construcție secolul al XIV-lea